# Lekötött gráf

Lekötött gráf, ami egy maximális síkgráf (sárga) és két merev körű gráf (piros és kék) klikk-összeg művelettel való összeragasztásával lett előállítva. A piros merev körű gráf tovább bontható négy maximális síkgráf (két él és két háromszög) klikkösszegére.

A matematika, azon belül a gráfelmélet területén egy lekötött gráf vagy strangulált gráf (strangulated graph) a merev körű gráfok fogalmának általánosítása: olyan összefüggő gráf, melynek bármely, három élnél hosszabb feszített körét kitörölve a maradék gráf szétesne. Más megfogalmazásban, azok az összefüggő gráfok, melyek minden periferikus köre háromszög ({\displaystyle K_{3}}).

## Példák
Egy maximális síkgráf, vagy általánosabban bármely poliédergráf periferikus körei pontosan megegyeznek a gráf síkba ágyazásának tartományaival. Ezért egy poliédergráf pontosan akkor lekötött, ha minden tartománya háromszög, vagy ami ezzel ekvivalens, ha maximális síkbarajzolható gráf. Minden merev körű gráf lekötött gráf, mivel a merev körű gráfok minden feszített köre háromszög, így nincsenek hosszabb körök, melyeket törölni lehetne.

## Jellemzés
Két gráf klikkösszegét úgy képezzük, hogy két azonos méretű klikkel rendelkező gráfot azonosítunk, majd esetleg kitöröljük a klikk néhány élét. A klikkösszeg a lekötött gráfoknál releváns változatában az éltörlési lépésre nem kerül sor. Két lekötött gráf közötti az ilyen klikkösszeg-művelet egy újabb lekötött gráfot eredményez, hiszen az összeg bármely hosszú feszített körének vagy az egyik, vagy a másik oldalra kellene szorítkoznia (hiszen egyébként az összeg két oldala közötti körben a két oldal közötti átlépés helyén húr húzódna), és annak az oldalnak a kör kitörlésével formált, nem összefüggő részeinek a klikkösszeg művelettől függetlenül is különállónak kell maradniuk. Minden merev körű gráf ilyen módon felbontható teljes gráfok klikkösszegére, továbbá minden maximális síkgráf felbontható 4-szeresen csúcsösszefüggő maximális síkgráfok klikkösszegére.
Ahogy (Seymour & Weaver 1984) kimutatja, ezek a lekötött gráfok egyedül lehetséges építőelemei: a lekötött gráfok pontosan azok a gráfok, melyek teljes gráfokból, illetve maximális síkbarajzolható gráfokból a klikkösszeg művelet segítségével előállíthatók.

## Fordítás
- Ez a szócikk részben vagy egészben a en című angol Wikipédia-szócikk ezen változatának fordításán alapul.  Az eredeti cikk szerkesztőit annak laptörténete sorolja fel. Ez a jelzés csupán a megfogalmazás eredetét és a szerzői jogokat jelzi, nem szolgál a cikkben szereplő információk forrásmegjelöléseként.